# Война и мир (фильм, 1947)
«Война и мир» (яп. 戦争と平和: сэнсо то хэйва; англ. War and Peace / Between War and Peace) — японский чёрно-белый фильм-драма, созданный известными представителями «независимого» японского кино — режиссёрами Сацуо Ямамото и Фумио Камэи в 1947 году. В основе сюжета — столкновение между двумя вернувшимися на родину солдатами из-за женщины — жены одного из них. И хотя в центре фильма личная драма трёх героев, авторы уделяют им не слишком много внимания. Они стремятся глубже раскрыть социальные явления, характерные для послевоенной Японии, определяющие жизнь этих трёх людей.

## Сюжет
Вторая мировая война. Транспортное судно, на борту которого был японский солдат Кэнъити Косиба затоплено в результате вражеской атаки. Кэнъити спасли китайские рыбаки. После лечения и восстановления сил ему приходится пойти на службу в китайскую армию. Его жена Матико получила извещение о гибели мужа. Влача бедное существование с их маленьким сыном Сигэо, она соглашается на совместную жизнь с близким другом семьи Ясуёси. Но однажды, во время бомбёжки сгорел их дом, а Ясуёси потерял рассудок. По окончании войны возвращается домой Кэнъити. Он застаёт Матико беременной от Ясуёси, а их сын Сигэо уже так привязался к отчиму, что не хочет признавать вдруг появившегося отца. В результате случайности Ясуёси исцеляется от безумия и начинает ревновать Матико к Кэнъити. В отчаянии Ясуёси связывается с бандитами, которых предприниматели используют против забастовщиков. По просьбе Матико Кэнъити отправляется к Ясуёси и уговаривает его одуматься. Ясуёси тронут чистосердечием своего старого друга. Кэнъити оставляет жену и ребёнка с Ясуёси и пытается начать новую жизнь.

## В ролях
- Хадзимэ Идзу — Кэнъити Косиба
- Хатаэ Киси — его жена Матико
- Рё Икэбэ — Ясуёси Гото
- Кимико Иино — Мэкураимото
- Сатико Митани — её дочь
- Масао Симидзу — старик Ямамура
- Итиро Сугаи — господин из кабаре
- Тиё Такано — танцовщица

## Премьеры
- — национальная премьера фильма состоялась 22 июля 1947 года[1].

...Впервые в японской кинематографии появилось произведение, в котором с таким впечатляющим документализмом была обрисована социальная обстановка послевоенной жизни страны. Творческая индивидуальность документалиста Камэи наложила печать на стилистику картины. В фильме на редкость правдиво показаны послевоенная разруха, позор поражения, народное отчаяние; включены хроникальные кадры подписания акта капитуляции, кадры Токийского процесса военных преступников, возвращение на родину демобилизованных солдат. На фоне этого широкого полотна сюжет фильма, конфликт между двумя возвратившимися с войны солдатами из-за женщины, был наивен и остался чем-то чужеродным.

## Награды и номинации
Премия журнала «Кинэма Дзюмпо» (1948)
- Номинация на премию за лучший фильм 1947 года (по результатам голосования 2-е место).

## О фильме
В 1946 году, ещё до известной забастовки в компании «Тохо», одной из главных уступок, одержанных профсоюзом в его первом и втором спорах с руководством, было разрешение от студийного начальства на то, что его представители будут присутствовать на совещаниях по планированию компании. Фумио Камэи, бывший в то время одним из лидеров профсоюзного движения, было предложено на таком совещании по планированию сделать фильм в честь Дня Конституции.
Сама новая японская конституция вступила в силу 3 мая 1947 года (впоследствии она была названа макартуровской). Будучи популяризатором новой конституции, будущий премьер Хитоси Асида, «со слезами восторга» пропагандировал эту конституцию, чем и прославился в те времена. В числе других мероприятий комитет Асиды запланировал выпуск нескольких «кинолент о годовщине конституции». Тогда он и предположить не мог, что его начинание будет использовано оппозицией
Одним из фильмов на тему «отказа от войны» поручили поставить кинокомпании «Тохо». Так родился фильм «Война и мир» (компания «Сётику» ставила киноленту «Пламя любви», а «Дайэй» – картину «Арена наёмных бандитов»). Это был так сказать правительственный заказ, спущенный сверху. Но постановщики киноленты отнеслись к самой его теме не как к чему-то навязанному извне, а как к материалу, волнующему их самих. Поэтому, фильм, несмотря на ряд серьёзных технических и композиционных недостатков, обладал столь большой силой воздействия.
Картина «Война и мир» создавалась по предложению оккупационных властей для восхваления конституции, но, когда фильм был закончен и выпущен в прокат, он не получил благословения штаба оккупационных войск. Более того, управление гражданской цензуры пыталось запретить его демонстрацию
Фильм противоречил внешнеполитическому курсу США, перешедших от политики мира к политике войны и положил начало целой серии антивоенных фильмов, доставивших так много огорчений оккупационной власти.